# Ipchains
Ipchains là một giao thức cơ bản có sẵn trong Linux,được viết lại dựa trên cơ sở của IPfwadm. là một giao thức dựa trên cơ sở của giao thức TCP/IP và tường lửa. Để sử dụng các tính năng của Ipchains thì chúng ta có một số thao tác cơ bản như:
```
CONFIG_FIREWALL = y
CONFIG_IP_FIREWALL = y
```

Một vài tùy chọn có sẵn trong Ipchains:
- -N - Tạo một chuỗi
- -X - Xóa một chuỗi
- -P - Thiết lập chính sách mặc định
- -L - Danh sách các quy tắc trong một chuỗi
- -F - Xối một chuỗi
- -A - Thêm một quy tắc để một chuỗi
- -Tôi - Chèn một quy tắc trong một chuỗi
- -D - Xóa một quy tắc từ một chuỗi

Bây giờ, để sử dụng Ipchains, bạn cần phải bắt đầu bằng cách thiết lập chính sách mặc định trên các chuỗi mặc định khác nhau. Bạn làm điều này bằng cách:
```
/ sbin / Ipchains -P <chuỗi> <target>
```

Ví dụ, để thiết lập chính sách mặc định đầu vào để từ chối - một biện pháp phòng ngừa rất hợp lý, bạn có thể làm:
```
/ sbin / Ipchains -P đầu vào REJECT
```

Một nguyên tắc ipchain được xây dựng bởi sự kết hợp của nguồn và địa chỉ đích, nguồn và cổng đích, giao thức, giao diện và những người khác. Bằng cách xây dựng quy tắc lên với các khối cơ bản, bạn có thể tạo ra quy định khá phức tạp và linh hoạt.
Để xác định nguồn gốc và/hoặc địa chỉ IP đích, bạn sử dụng cú pháp sau đây.
```
/ sbin / Ipchains -A <chuỗi> -s <ip> -d <ip>
```

Các địa chỉ IP có thể được quy định tại một trong một vài cách khác nhau - theo cách thông thường của việc làm đó là chỉ cần sử dụng các mục dns, hoặc địa chỉ IP. Bạn cũng có thể chỉ định một dãy IP - hoặc sử dụng CIDR ký hiệu, hoặc các mặt nạ mạng. Ví dụ 192.168.1.0/24 hoặc 192.168.1.0/255.255.255.0, mà cả hai xác định phạm vi IP cùng.
Bạn cũng có thể chỉ định các giao thức, và trong trường hợp của tcp hay udp, cảng - có thể là một cổng duy nhất hoặc một dải. Bạn cũng có thể sử dụng số cổng, hoặc tên dịch vụ từ / etc / dịch vụ.
Có rất nhiều tùy chọn mà bạn có thể sử dụng cho các mục tiêu - bạn có thể chỉ định một chuỗi dùng xác định, hoặc bạn có thể sử dụng một trong các giá trị mặc định.
- CHẤP NHẬN - chấp nhận gói tin
- DENY - thả các gói tin
- REJECT - thả các gói tin, và trả lại rằng nó đã bị từ chối
- MASQ - giả mạo gói tin
- REDIRECT - sử dụng với proxy minh bạch để chuyển hướng các gói tin đến một ổ cắm địa phương
- RETURN - trở về chuỗi trước đó, trong trường hợp người sử dụng xác định, hoặc sử dụng các chính sách mặc định